# Elisabeth Kohn

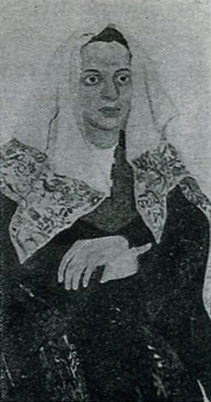
Elisabeth Kohn im Porträt ihrer Schwester Maria Luiko

Elisabeth Kohn (geboren 11. Februar 1902 in München; gestorben am 25. November 1941 bei Kaunas (Fort IX)) war eine deutsche Rechtsanwältin aus einer jüdischen Familie. Neben ihrem Beruf engagierte sie sich auf vielfältige Weise sozial, so für die SPD, die pazifistische Deutsche Liga für Menschenrechte, den Allgemeinen Deutschen Gewerkschaftsbund und die SPD-Zeitung Münchener Post. Im November 1941 wurde sie zusammen mit ihrer Mutter und ihrer Schwester, der Künstlerin Maria Luiko, auf Grund der rassistischen NS-Judenverfolgung in der Shoah deportiert und fünf Tage später im damals deutsch besetzten Litauen ermordet.

## Leben
Elisabeth Kohn war eine Enkelin des Salomon Kohn, geboren am 19. April 1830 in Wassertrüdingen, der sich 1859 als Gerbermeister und Lederhändler in München niederließ und 1880 starb. Ihr Vater, der Kaufmann Heinrich Kohn, geboren 1866 in München, hatte von 1875 bis 1880 das Münchner Maximiliansgymnasium besucht und betrieb später einen Großhandel mit Getreide und Futtermitteln. Nach seinem Tod, 1933, übernahm seine Ehefrau Olga, geborene Schulhöfer (* 1878 in Würzburg), die Firma, musste sie jedoch 1938 auf Betreiben der nationalsozialistischen Verwaltung abmelden. Elisabeth wuchs mit ihrer Schwester Marie Luise in München auf und besuchte hier das Luisengymnasium. Anschließend nahm sie als eine der wenigen Frauen an der Universität München ein Studium der Rechtswissenschaften, Philosophie, Psychologie und Pädagogik auf. Am 24. Juli 1924 (Tag der mündlichen Prüfung) wurde sie aufgrund der Dissertation Meinongs Wertlehre in ihrer Entwicklung zum Doktor der Philosophie promoviert, 1925 legte sie die Erste Juristische Staatsprüfung für den Höheren Justiz- und Verwaltungsdienst ab. Ihr Referendariat absolvierte sie unter anderem in der Kanzlei von Hans Fröhlich. Nach der Zweiten Juristischen Staatsprüfung erhielt sie am 7. November 1928 ihre Zulassung als Rechtsanwältin bei den Landgerichten München I und II und beim Oberlandesgericht München.
Kohn trat in die Kanzlei der Anwälte Max Hirschberg, Philipp Loewenfeld und Ludwig Regensteiner ein, die sich in der Weimarer Republik einen Namen durch eine Reihe politische Strafprozesse erworben hatten. In den fünf Jahren, in denen Kohn für die Kanzlei tätig war, vertrat sie die Interessen jüdischer Bürger und die südbayerische SPD. Auch die Rote Hilfe Deutschlands, deren Mitbegründerin sie Ende 1924 war, verteidigte sie.
Nach der „Machtergreifung“ der Nationalsozialisten wurde Kohn am 5. August 1933 mit einem Berufsverbot belegt. Ihr Gesuch auf Aufhebung lehnte das Justizministerium unter anderem mit der Begründung ab, „sie sei jung und ledig und könne in irgendeinem Frauenberuf unterkommen“. In den folgenden Jahren arbeitete Kohn in der Fürsorgeabteilung des Wohlfahrtsamtes der Israelitischen Kultusgemeinde von München.
Mit Rücksicht auf ihre Mutter verzichtete Kohn zusammen mit ihrer Schwester, der Malerin Maria Luiko, auf die Emigration aus Deutschland, half aber unter dem Dach der Zionistischen Ortsgruppe, andere Juden auf ihre Auswanderung nach Palästina vorzubereiten. Ab November 1940 arbeitete sie als Hilfskonsulin bei Julius Baer, wo sie jüdische Flüchtlinge und Auswanderer beriet.
Ab 1939 war ihre Familie zunehmend den Schikanen der Behörden ausgesetzt. Sie mussten 1939 ihre Wohnung verlassen und innerhalb der folgenden beiden Jahre in immer kürzer werdenden Abständen vier Mal umziehen. Im November 1941 wurde Kohn in eine Pension einquartiert und schließlich am 20. November 1941 zusammen mit ihrer Mutter und ihrer Schwester ins Ghetto Riga deportiert. Fünf Tage später wurden sie zusammen mit 997 weiteren als Juden verfolgten Münchenern  bei Kowno (dt. Kaunas), Litauen ermordet.

## Erinnerung

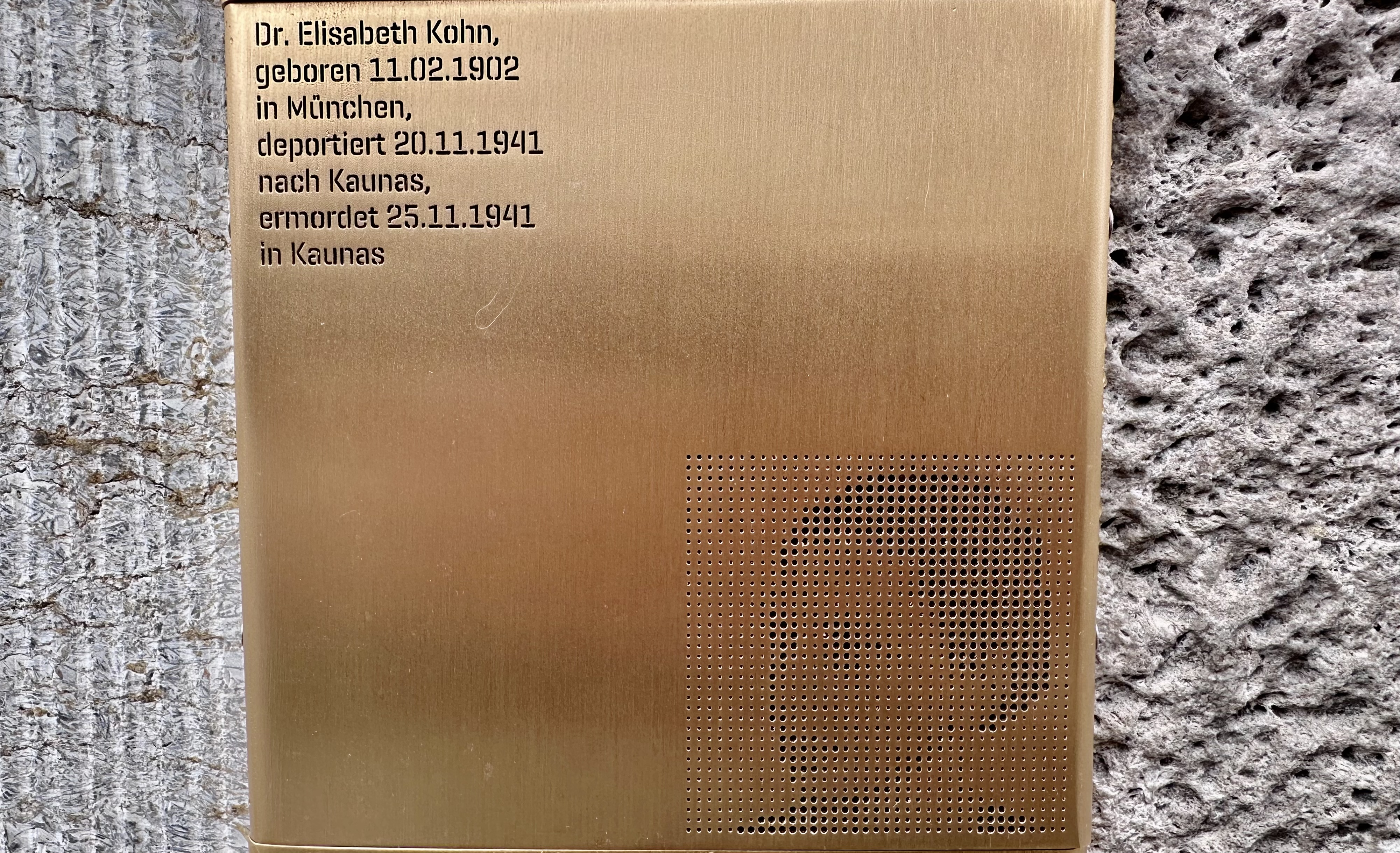
Erinnerungszeichen an Elisabeth Kohn am Städtischen Luisengymnasium München

Auf Anregung des Münchener Aktionskünstlers Wolfram P. Kastner wurde im Juli 2003 im Gebäude der Juristischen Fakultät der Ludwig-Maximilians-Universität am Eingang zum Lesesaal der Bibliothek ein Denkzeichen angebracht, das die Erinnerung an 205 jüdische Anwälte wachhalten soll, die in München lebten oder studierten, sich für die Rechte anderer einsetzten und während der Zeit des Nationalsozialismus entrechtet, vertrieben oder ermordet wurden. Es zeigt großformatig das Porträt Elisabeth Kohns und daneben in einem Schaukasten eine Texttafel mit den Namen der Anwälte.
Ihr Name ist auch auf der Gedenktafel der Anwaltschaft zu den NS-Berufsverboten  im Münchner Justizpalast verzeichnet.
Mit Beschluss vom 9. Dezember 2004 wurde zudem im Neubaugebiet an der Ackermannstraße im Münchener Stadtbezirk Schwabing-West eine Straße nach ihr benannt und entsprechend die „Schule an der Elisabeth-Kohn-Straße“ eingerichtet.
In Kowno gibt es seit November 2000 eine offizielle Inschrift durch die Stadt München:
In Trauer und Scham – und entsetzt über das
Schweigen der Mitwissenden – gedenkt
die Landeshauptstadt München der 1000 jüdischen
Männer und Frauen, die am 20. November 1941
von München nach Kowno deportiert und
fünf Tage später an diesem Ort
brutal ermordet wurden.
Im November 2022 wurde im Rahmen des Projekts Erinnerungszeichen für Opfer des NS-Regimes in München an ihrer ehemaligen Schule in der Luisenstraße 7 in München eine Gedenktafel für sie angebracht.